# Hindsiclava consors
Hindsiclava consors is een slakkensoort uit de familie van de Pseudomelatomidae. De wetenschappelijke naam van de soort is voor het eerst geldig gepubliceerd in 1850 door Sowerby I.